# 兴安北站
兴安北站，位于中华人民共和国广西壮族自治区桂林市兴安县，是衡柳铁路上的火车站，于2014年4月26日开通启用，由南宁铁路局管辖。

## 歷史
- 2014年4月26日开通启用。

## 車站周邊
- 泉南高速公路
- 广西A类产业园兴安工业集中区

## 外部連結
- 中国铁路客户服务中心（页面存档备份，存于）